# Cloer (Niers)
Die Cloer ist ein gut 6½ Kilometer langes Fließgewässer im Stadtgebiet von Willich im nordrhein-westfälischen Kreis Viersen. Die Cloer mündet von rechts in die Niers, einen Nebenfluss der Maas. Aus dem 19. Jahrhundert ist auch die Bezeichnung Klörgraben überliefert. Gelegentlich findet sich auch die eigentlich falsche Schreibweise Chloer.

## Amtliche Charakterisierung
Die Cloer hat eine Länge von gut 6,6 Kilometer und ihr Einzugsgebiet ist etwa 10,22 Quadratkilometer groß.
Der gesamte Verlauf der Cloer wird vom nordrhein-westfälischen Ministerium für Klimaschutz, Umwelt, Landwirtschaft, Natur- und Verbraucherschutz als Gewässer des Typs 19 (Kleines Niederungsfließgewässer in Fluss- und Stromtälern) eingestuft.
Die Gewässergüte der Cloer liegt in der Güteklasse II–III und gilt damit als kritisch belastet.

## Verlauf
Die Cloer hat zwei Quellzuflüsse, beide liegen südöstlich des Schiefbahner Ortskerns. Der nördliche der beiden Quellzuflüsse beginnt an der L 382, das ist die Korschenbroicher Straße, und wird gespeist aus dem Regenrückhaltebecken Sürderspick. Der südliche Quellzufluss beginnt an der L 390, das ist die frühere Bundesstraße 7, unmittelbar an der Stadt- und Kreisgrenze zwischen Willich und Korschenbroich bzw. zwischen dem Kreis Viersen und dem Rhein-Kreis Neuss. Von dort aus fließt der südliche Zufluss an einem Teich vorbei Richtung Norden, biegt hinter dem Teich Richtung Westen ab, verläuft entlang des südlichen Rands der Autobahnanschlussstelle Willich-Schiefbahn, knickt dahinter wieder Richtung Norden ab und unterquert anschließend die Bundesautobahn A 52.

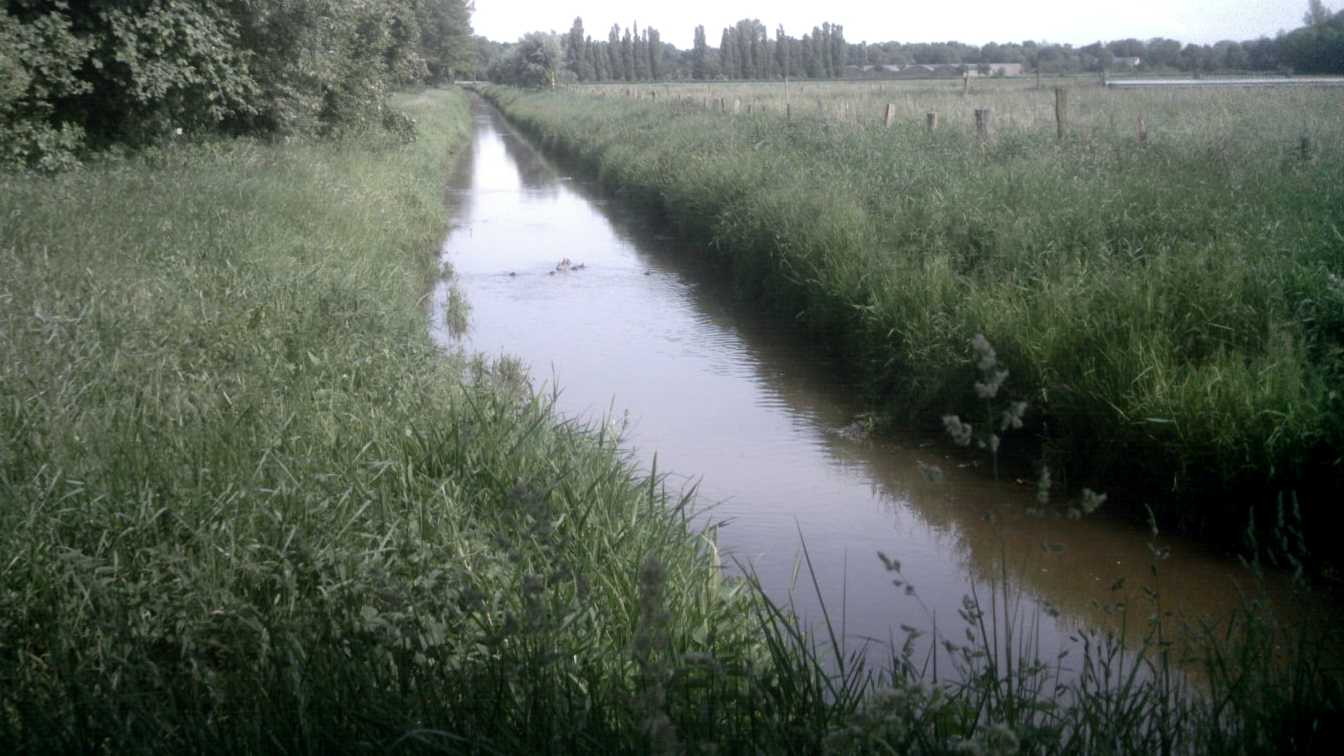
Verlauf der Cloer parallel zum Niersweg in Neersen, vom Bettrather Dyk aus gesehen.

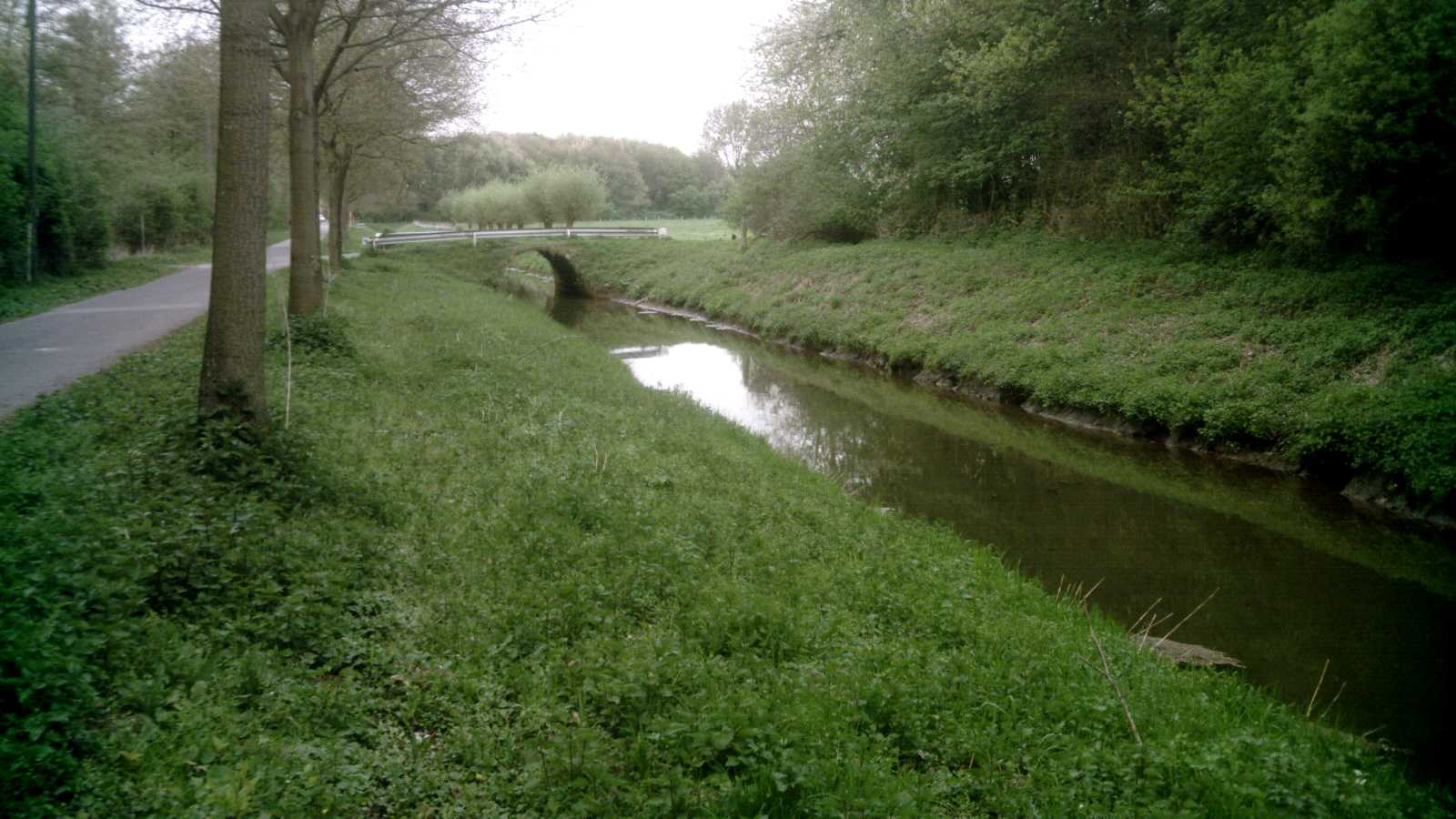
Die Cloer unmittelbar neben dem Bettrather Dyk.

Nördlich der Autobahn kommt es dann zum Zusammenfluss des südlichen Quellzuflusses mit dem nördlichen. Im weiteren Verlauf fließt die Cloer im Bereich von Schiefbahn im Wesentlichen Richtung Westen, wobei sie ungefähr zwischen dem Südrand der Schiefbahner Bebauung und der A 52 verläuft. Nach Unterquerung der Straße Hessenbende hat die Cloer von Norden einen Zufluss aus einer Kläranlage. Etwas westlich davon fließt die Cloer schließlich am Nordrand der Autobahnraststätte Cloerbruch an der A 52 vorbei und danach am südlichen Rand der Ortslage Knickelsdorf entlang.
Ab Knickelsdorf verläuft das Bachbett der Cloer dann auf einem ca. 1,5 km Abschnitt relativ geradlinig in westnordwestlicher Richtung, wobei es etwas nördlich des Autobahnkreuzes Neersen die A 44 unterquert. Am Ortsrand von Neersen fließt die Cloer anschließend am nördlichen Rand der örtlichen Sportplatzanlagen entlang, bis sie in der Nähe des dortigen Kindergartens und der Grundschule Richtung Südwesten abknickt und dann am Rand der Pappelallee verläuft. Etwas südwestlich der Pappelallee durchfließt die Cloer einen sog. Regenerationsteich, der zur Verbesserung der Wasserqualität dient.

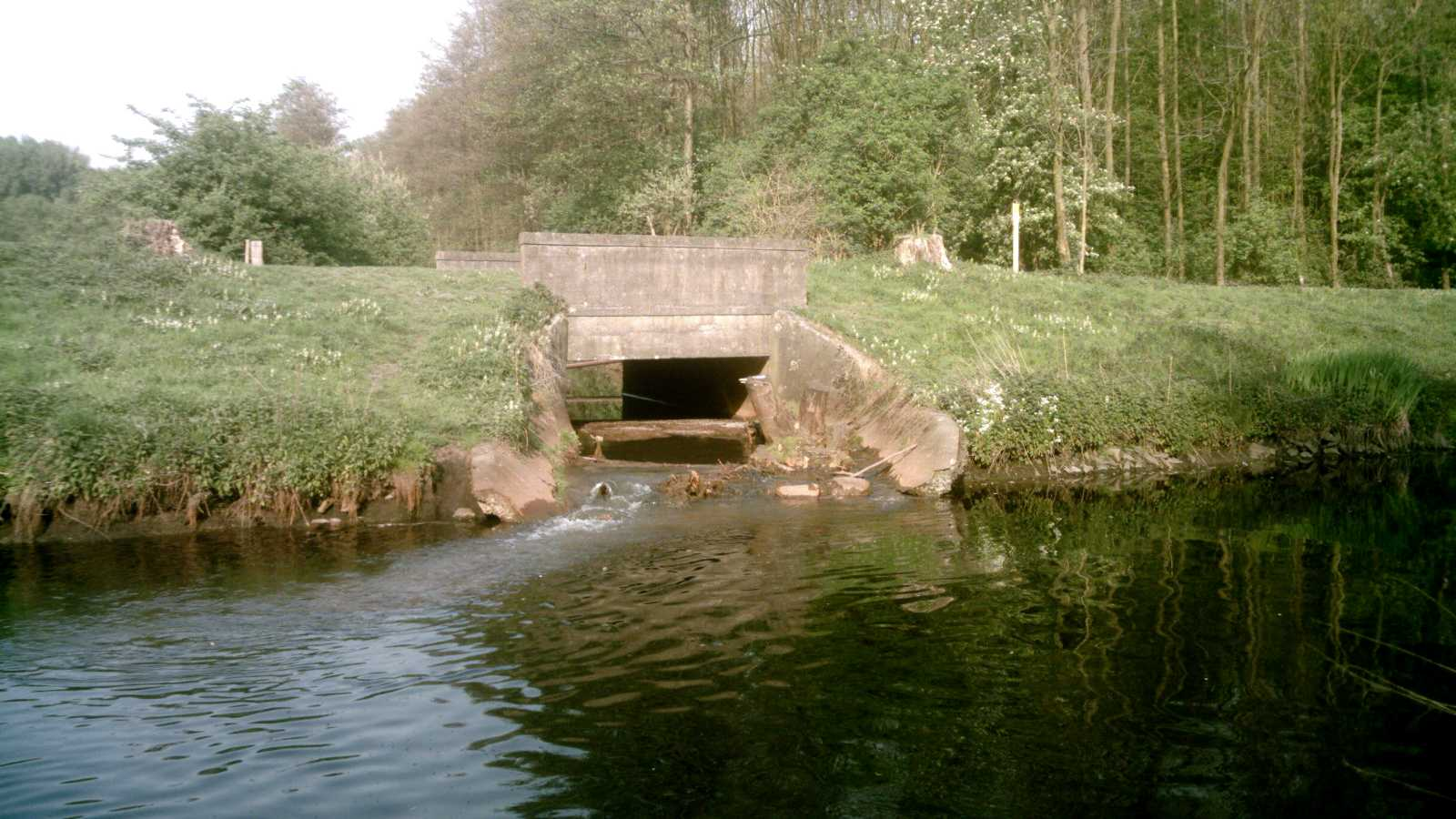
Die Mündung der Cloer in die Niers

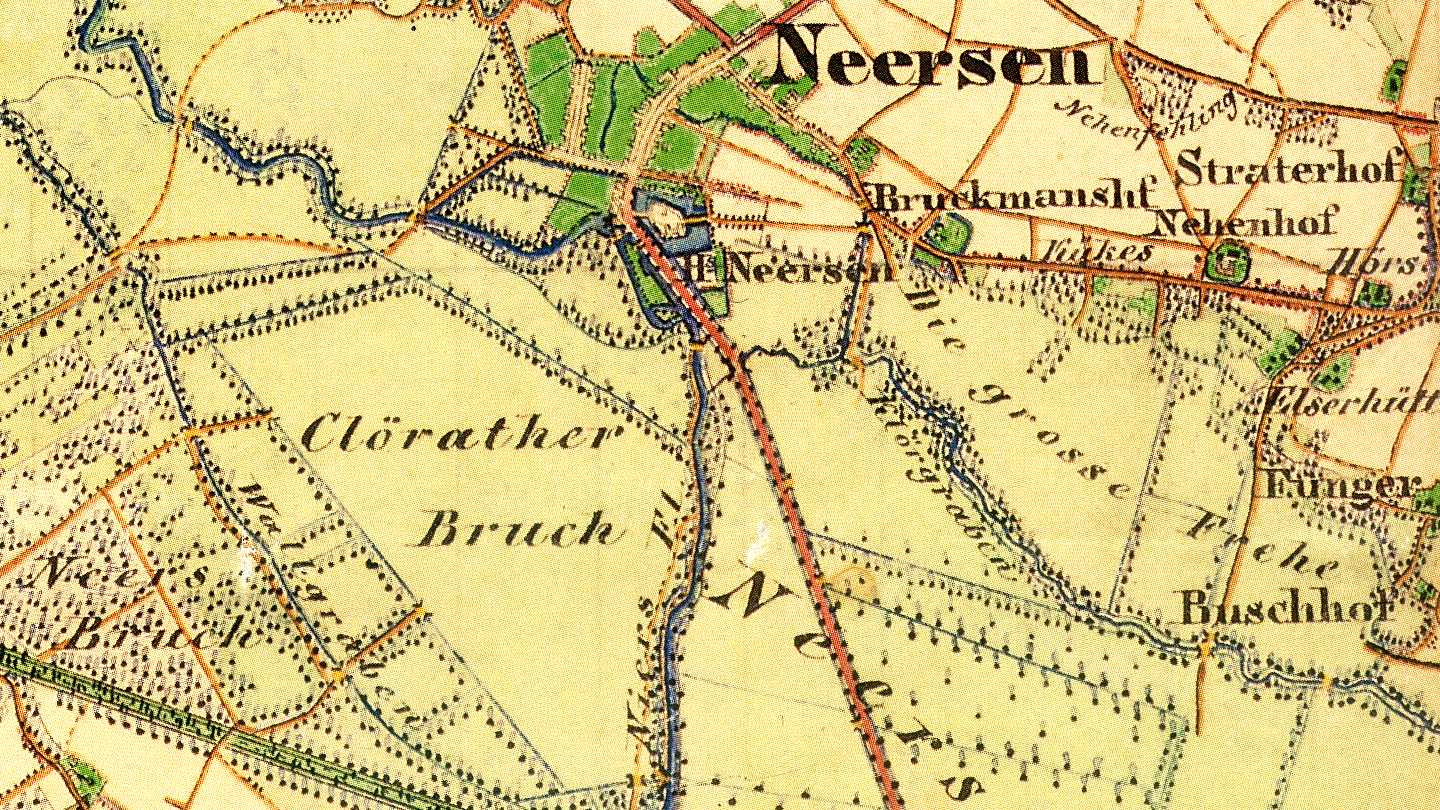
Die Cloer im Jahr 1844 als Klörgraben

Im Anschluss an den Regenerationsteich fließt die Cloer zunächst in westlicher Richtung weiter. Nach Unterquerung der Neersener Hauptstraße biegt sie wieder in westnordwestlicher Richtung ab, verläuft an einer Kleingartenanlage vorbei und schließlich im Abstand von ca. 70 m parallel zur Straße Niersweg bis an den Bettrather Dyk. Hier knickt die Cloer erneut Richtung Südwesten ab und fließt etwa 400 m weit unmittelbar neben dem Bettrather Dyk. Dann biegt sie Richtung Nordwesten ab und entfernt sich dabei von der Straße Bettrather Dyk, nach etwa 250 m erfolgt ein erneutes Abbiegen Richtung Südwesten, nach weiteren 250 m mündet die Cloer letztendlich von rechts in die Niers, ca. 300 m nordwestlich der Kläranlage Mönchengladbach-Neuwerk bzw. etwa 600 m nordöstlich des Viersener Baudenkmals Haus Donkholt.

## Renaturierung
Zwischen 2016 und 2017 hat der Wasser- und Bodenverband Mittlere Niers den Abschnitt parallel zum Bettrather Dyk aufwendig in einen naturnahen Zustand gebracht.

## Die Cloer als Forschungsobjekt
Für ihre Forschungsarbeiten zur Chemie und Ökologie der Cloer und ihrer Umgebung wurden die seinerzeit 13- bis 15-jährigen Schüler Niklas Leven und Christoph Scheinert aus Willich-Anrath vom dortigen Lise-Meitner-Gymnasium in den Jahren 2006 bis 2008 dreimal hintereinander zu nordrhein-westfälischen Landessiegern des Wettbewerbs „Jugend forscht“ im Fach „Geo- und Raumwissenschaften“.
In den Jahren 2008 und 2009 erhielten Niklas Leven und Christoph Scheinert für die von ihnen angefertigten Forschungsarbeiten Umweltmaßnahmen und Gewässeruntersuchungen entlang der Cloer bzw. Modellversuche zur Verbesserung der Wasserqualität durch effektive Mikroorganismen und Durchführung von Umweltmaßnahmen außerdem zweimal hintereinander einen der Hauptpreise im BundesUmweltWettbewerb.